# Agence nationale de l'habitat
 (septembre 2014).
Si vous disposez d'ouvrages ou d'articles de référence ou si vous connaissez des sites web de qualité traitant du thème abordé ici, merci de compléter l'article en donnant les références utiles à sa vérifiabilité et en les liant à la section « Notes et références ».
Pour les articles homonymes, voir Anah.
L'Agence nationale de l'habitat (ANAH) est un établissement public administratif de l'État français, placée sous la tutelle du ministère de la Transition écologique et de la Cohésion des territoires et du ministère de l’Économie et des Finances.
Cet établissement met en œuvre la politique nationale d’amélioration du parc de logements privés existants. Sa vocation sociale l'amène à se concentrer sur les publics les plus modestes.
L’ANAH accorde des aides financières aux propriétaires et aux syndicats de copropriétaires pour la réalisation de travaux lourds ou d’amélioration de leur habitat. Elle encourage par ailleurs le développement d’une offre de logements à loyers et charges maîtrisés par le biais de conventions avec les propriétaires bailleurs. L'ANAH procure également aux décideurs locaux des moyens financiers et un appui méthodologique, notamment dans le cadre d'opérations programmées pour l’amélioration de l’habitat (OPAH) et de Programmes d’intérêt général (PIG).

## Histoire
En 1950, est créé le Fonds national d’amélioration de l’habitat, mis en place en 1950 pour répondre à la grave crise du logement suivant la seconde guerre mondiale. Ce fonds est une aide financière accordée aux propriétaire bailleurs pour la mise aux normes des logements construits avant 1948 (création de WC et salle d'eau en particulier), ce qui leur permet de libérer les loyers jusqu'alors contraints par la loi de 1948. Son financement provient de la taxe additionnelle au droit de bail payée par les bailleurs sur les loyers.
En 1971, le Fonds est remplacé par l’Agence nationale pour l’amélioration de l’habitat afin de promouvoir une politique moderne de l’amélioration de l’habitat. Elle se caractérise par une Direction nationale et une gestion décentralisée des dossiers par des agences départementales situées en DDE (Directions départementales de l’Équipement).
En 1998, cette taxe fait place à la contribution additionnelle à la contribution annuelle représentative du droit de bail. Le critère d'admissibilité s'étend aux logements construits depuis au moins 15 ans.
En 2006, l’Agence change de nom et devient « l’Agence nationale de l'habitat », l'acronyme restant le même. Au fil des années, ses activités vont s’élargir tout en restant axées sur la politique nationale en matière d’amélioration de l’habitat privé en intégrant la gestion de la Prime à l'Amélioration de l'Habitat (PAH), réservée aux propriétaires occupants modestes.
Par exemple, depuis 2009, dans le cadre de la loi de mobilisation pour le logement et de lutte contre l'exclusion (loi Molle), l’ANAH a vu ses compétences élargies en matière d'habitat indigne.

## Missions
Les missions de l’ANAH ont une vocation solidaire, elles portent sur : 
- le traitement de l’habitat indigne et très dégradé ;
- la rénovation thermique des logements ;
- l’adaptation des logements à la perte d’autonomie  : maintien à domicile des personnes âgées, adaptation des logements au handicap ;
- le développement d’une offre de logements à loyers et charges maîtrisés ;
- le redressement des copropriétés en difficulté.

Par ailleurs, l’ANAH contribue au financement de projets d’humanisation de centres d’hébergement pour les personnes sans domicile.

## Organisation

### Organisation interne
L’ANAH se compose d’un conseil d’administration, d’un siège situé à Paris, ainsi que de comités et commissions (commission des recours, commission nationale pour la lutte contre l'habitat indigne, comité financier). Elle est présente dans chaque département à travers ses délégations locales au sein des Directions départementales des territoires (DDT) ou ses « délégataires de compétence » qui peuvent être des Conseils généraux ou des établissements publics de coopération intercommunale (EPCI) à qui l’État a délégué la gestion des aides à la pierre.
Au niveau régional, les préfets, délégués de l'ANAH, assurent la programmation des aides de l’Agence ainsi que les politiques d’intervention sur le parc privé, avec le soutien opérationnel des Directions régionales de l’environnement, de l’aménagement et du logement (DREAL). Au siège de l'ANAH, les chargés de développement territorial assurent le dialogue de gestion avec les DREAL pour garantir l'efficacité de la distribution et de l'orientation territoriales des aides de l'Agence.

### Externalisation et conflit d'intérêts
De 2016 à 2022, l'ANAH recourt aux services du consultant privé Capgemini, pour un budget supérieur à 30 millions d'euros, notamment pour développer MaPrimeRénov’. 
Il en résulte un fort conflit d'intérêts, le consultant privé assurant notamment depuis mai 2022 l'intérim de direction du département des aides et des relations aux usagers. Le recours aux services de Capgemini a cru depuis 2016 en raison de la règle de la fongibilité asymétrique, qui ne permet pas à un gestionnaire public d'accroître les crédits de personnel en utilisant des crédits prévus pour d'autres natures de dépenses. 
L’ANAH, qui compte en 2022 207 agents publics, emploierait ainsi plus de 70 développeurs informatiques et 20 consultants de Capgemini, pour un coût très élevé et des résultats contestés. Cependant, en 2022, et au nom du « droit de suite » l'agence confie au même consultant les missions France Rénov’ et MaPrimeAdapt’, sans effectuer de nouvel appel d'offres. Un rapport de la commission d’enquête sénatoriale sur l’emprise des cabinets de conseil dénonce en 2022  la persistance de conflits d'intérêts et « l’influence croissante des cabinets de conseil privés sur les politiques publiques ».

## Attribution des aides
L’Agence accorde des aides, en échange d’un certain nombre d’engagements, pour le financement de travaux lourds ou d’amélioration de l’habitat :
- à des propriétaires occupants modestes sous conditions de ressources ;
- à des propriétaires bailleurs avec une contrepartie de maîtrise des loyers ;
- aux syndicats de copropriétés en difficulté pour des travaux sur les parties communes ;
- à certaines collectivités territoriales dans le cadre de conventions (Opérations programmées d’amélioration de l’habitat, Programmes d’intérêt général).

Les propriétaires bailleurs qui ne souhaitent pas réaliser de travaux peuvent également signer une convention avec l’ANAH qui les engagent à louer leur logement à des locataires dont les revenus ne dépassent pas un certain seuil et à un loyer inférieur à celui du marché en contrepartie d’avantages fiscaux.
La décision d’attribution de l’aide est prise au niveau local. Pour ce faire, les priorités nationales sont adaptées en fonction des contextes propres à chaque territoire et des moyens disponibles. Chaque projet est étudié sous ses différents aspects : social, technique et montage financier.
Les aides qu'accorde l'ANAH aux propriétaires occupants sont définies en fonction des ressources d’un foyer et soumises à des plafonds. Ces derniers varient selon  le nombre de personnes composant le foyer, la situation géographique du logement et au type de ressources du foyer.

## Types de travaux aidés
Les travaux qui peuvent recevoir le soutien financier de l’ANAH concernent des logements achevés depuis au moins quinze ans et doivent se rapporter à l’une des priorités d’intervention de l’Agence : travaux lourds pour le traitement de l’habitat indigne, travaux d’amélioration pour la sécurité et la salubrité de l'habitat, pour l'autonomie de la personne et l'accessibilité des logements, pour la rénovation thermique, redressement des copropriétés en difficulté. Ceci exclut les petits travaux d’entretien ou de décoration, ainsi que les travaux assimilables à de la construction neuve ou à de l’agrandissement.

## Présidents et directeurs

### Présidents du conseil d'administration
- Louis Saget, novembre 1971
- Désiré Arnaud, mars 1978
- Henri Hasson, mars 1984
- Jacques Badet, novembre 1989
- Emmanuel Édou, novembre 1995
- Philippe Pelletier, juin 1998
- Marc-Philippe Daubresse, janvier 2009
- Dominique Braye, mars 2010
- Claude Dilain, mars 2014[4]
- Nathalie Appéré, juin 2015 (à la suite du décès de Claude Dilain[5])
- Thierry Repentin, octobre 2020 [6].

### Directeurs
- Gérard Dupont, décembre 1971
- Henri Hasson, octobre 1975
- Michel Lefoulon, mars 1983
- Jean-Paul Lacaze, mars 1984
- Christian Nicol, novembre 1992
- Pierre Pommellet, août 1998
- Serge Contat, mai 2002
- Sabine Baïetto-Beysson, septembre 2007
- Isabelle Rougier, mars 2010
- Blanche Guillemot, mars 2014[7]
- Valérie Mancret-Taylor[8], janvier 2018.